# بابا محموداوغلو
بابا محموداوغلو (ترکی آذربایجانی: Baba Mahmud oğlu Mirzəyev; ۷ نوامبر ۱۹۴۰ – ۶ دسامبر ۲۰۰۶) خواننده آذربایجانی و دریافت کننده لقب افتخاری هنرمند خلق آذربایجان بود.

## زنگی‌نامه
بابا محموداوغلو در ۷ نوامبر سال ۱۹۴۰ در قزاق زاده شد. وی دانش‌آموخته دانشکده دولتی نفت آذربایجان (۱۹۵۶–۱۹۶۱) بود. پس از آنکه فارغ‌التحصیل شد، به عنوان مهندس شروع به کار کرد. در سال ۱۹۶۷ وارد دانشگاه دولتی فرهنگ و هنر آذربایجان شد.
بابا محموداوغلو در سال ۱۹۶۲ به عنوان کارآموز در آکادمی ملی اپرا و تئاتر باله آذربایجان شروع به کار کرد و به تک‌خوان قسمت موسیقی مقامی دراین تئاتر تبدیل شد. در پاییز سال ۲۰۰۵ از تئاتر بازنشسته شد.
تا سال ۱۹۷۹ همه او را به عنوان خواننده «بابا میرزایف» می‌شناختند. بابا محموداوغلو در سپتامبر سال ۱۹۷۹ گروه فولکلور خود به نام «داستان» را ایجاد کرد و از آن زمان با نام «بابا محموداوغلو» آغاز به اجرا کرد. او به همراه گروه فولکلور «داستان» کنسرت‌هایی در کشورهای ترکیه، نپال، بنگلادش، هند، الجزایر، تونس، زامبیا، نروژ، اتریش، بلژیک، لوکزامبورگ، آلمان و ایران اجرا کرد.
بابا محموداوغلو در ۶ دسامبر سال ۲۰۰۶ و در سن ۶۶ سالگی در باکو درگذشت.

## جوایز
- هنرمند خلق آذربایجان — ۱۸ نوامبر ۱۹۹۲
- هنرمند افتخاری جمهوری سوسیالیستی آذربایجان شوروی - ۱۹۸۲